# Битва у Вейсенштейна
Битва у Вейсенштейна (польск. Bitwa pod Białym Kamieniem) — одно из сражений польско-шведской войны 1600—1611 годов, произошедшее 25 сентября 1604 года в Эстляндии.

## Предыстория
После того, как в 1604 году сын умершего в 1592 году Юхана III отказался от притязаний на корону Швеции, Карл IX начал свободно пользоваться королевским титулом и потребовал от шведского парламента увеличения расходов на содержание армии в 9000 человек — большие потери в Ливонии заставили его отказаться от ополчения и опереться на профессиональных наёмников. Летом свежие шведские войска под командованием шведа Арвида Столарма и испанца Алонсо Качо де Кануто были переброшены в Эстляндию. 11 сентября семитысячная шведская армия покинула Ревель и через четыре дня подошла к Вейсенштейну.

## Ход боевых действий
Первый шведский штурм гарнизон Вейсенштейна отбил, а 25 сентября к нему на выручку от Дерпта подошёл Ян Кароль Ходкевич с двухтысячным войском. Видя приближение польско-литовской армии, Алонсо де Кануто предложил выстроить войска разреженным строем в испанском стиле, но Столарм, помня, как в предыдущих сражениях поляки и литовцы сначала разбивали шведскую кавалерию, а затем вырезали пехоту, на этот раз решил смешать пехоту и конницу.
Поле битвы располагалось восточнее Вейсенштейна. Сильнейший левый шведский фланг составили немецкие наёмники, которыми командовал Алонсо де Кануто; рейтары построились для караколя, а с тыла их подпёрла пехота. На правом фланге шведы поставили финнов; их слабость компенсировалась естественными преградами перед фронтом. Центр был сформирован полностью из шведских войск, им командовал лично Столарм.
Изучив неприятельскую позицию, Ходкевич решил атаковать сильнейшее левое крыло, решив, что рухнет оно — рухнет и вся позиция. Поэтому на своём правом крыле он разметил гусар, на левом — татар и казаков, а в центре — пехоту, рейтаров и артиллерию.
Гусары Ходкевича смели шведских рейтар, но упёрлись в находившуюся за ними пехоту. Однако гибель Алонсо де Кануто нарушила управление шведской обороной, и пехота побежала. Рассеяв левый фланг, Ходкевич обрушился на центр и правый фланг шведского построения. Шведская армия была полностью разгромлена.

## Результаты
В этой битве шведы потеряли половину армии — около 3 тысяч человек. Противнику достались 6 орудий и 21 знамя. Потери польско-литовских войск составили 81 человек убитыми и 100 — ранеными.